# Charles Dennis
Pour les articles homonymes, voir Dennis.
Charles Dennis est un acteur, scénariste, réalisateur et producteur canadien né le 16 décembre 1946 à Toronto (Canada).

## Filmographie

### comme acteur
- 1970 : Patton : Soldier
- 1980 : Double Negative : Reporter in Newspaper office
- 1982 : Visiting Hours : Doctor
- 1984 : Reno and the Doc (TV) : Delgado
- 1984 : Covergirl : Blitzstein
- 1984 : City Girl : Alan (Anne's Agent)
- 1985 : Covergirls
- 1986 : Screwball Academy (TV) : Lodz Kukoff
- 1992 : Majority Rule (TV) : Reporter
- 1993 : Relentless 3 : Detective Cirrillo
- 1994 : Phantom 2040 (série TV) : 23rd Phantom (unknown episodes)
- 1999 : Last Chance : Sam's AA Sponsor (voix)
- 2000 : Y a-t-il un flic pour sauver l'humanité ? (2001: A Space Travesty) : Flashback Doctor
- 2004 : La ferme se rebelle (Home on the Range) de Will Finn et John Sanford : Rico (voix)
- 2005 : Hard Four : W.P. Kulakundis

### comme scénariste
- 2005 : Hard Four
- 1974 : The Thirsty Dead
- 1979 : Mirror, Mirror (TV)
- 1980 : Double Negative
- 1980 : The Jayne Mansfield Story (TV)
- 1984 : Reno and the Doc (TV)
- 1984 : Covergirl
- 1985 : Covergirls
- 1986 : Screwball Academy (TV)
- 2005 : Hard Four
- 2006 : Goose on the Loose

### comme réalisateur
- 1984 : Reno and the Doc (TV)

### comme producteur
- 2005 : Hard Four

### comme doubleur
- 2011 : The Elder Scrolls V: Skyrim : Ohdaviing